# Quan (estat)
L'Estat de Quán (xinès tradicional: 權國, xinès simplificat: 权国) va ser un estat vassall de la Dinastia Zhou (1046–256 aEC) de la Xina Central. Un Marquesat (侯), els seus governants eren descendents del governant Wu Ding de la dinastia Shang (c. 1600–1046 aEC) [amb el cognom Zi (子)]. Quan va ser fundat pel fill de Wen Ding Quan Wending (权文丁) en l'àrea de l'actual Poble Maliang (马良镇), Comtat de Shayang, Ciutat de Jingmen, Província de Hubei, al costat del que més tard es convertiria en l'Estat de Chu.

## Història
Durant les dinasties Xia (c. 2070–1600 aEC) i Shang, la Xina va ser dividida en les Nou Províncies (Xina) moment en què la Ciutat de Jingmen City va ser classificada com a part de Jingzhou.

En el segle xi aEC el Duc de Zhou va rebre ordres del Rei Cheng de Zhou per anunciar un decret relatiu als descendents de la família reial Ji (姬). Se'ls va donar terres en l'àrea del Pont Shihui (拾回桥) del Comtat Shayang on ells van establir l'Estat de Ran (冉国), també conegut com l'Estat Na (那国) i l'Estat de Quan. Al governant inicial de Quan se li va atorgar el títol de “Primer Duc de Quan” (权甲公 pinyin: Quán Jiǎ Gōng). La història tant de Ran com de Quan durant la Dinastia Zhou Occidental (1066–771 aEC) no és enregistrada.

Als inicis del període de Primaveres i Tardors (771 aEC) el poder de Chu era cada vegada més ascendent i l'estat gradualment s'expandia cap al sud. Els governants de Chu Xiong E (熊鄂) i Ruo’Ao (若敖) (799–764 aEC) estaven ansiosos per expandir l'estat cap al sud, però això requeriria l'enderrocament de l'Estat de Ran i portar la cort de Zhou al costat de Chu.
Durant el regnat del Rei Huan de Zhou, en el 704 aEC el Rei Wu de Chu n'atacà l'Estat de Sui a la batalla de Suqi a prop de l'actual Suizhou (速杞之战). Açò hi era només una part de la campanya militar dels reis i ell posteriorment va envair Quan, enderrocant al seu líder de 22a generació amb el cognom Zi, el Duc Gui de Quan (权归公). A partir de llavors el rei Wu establí un comtat dins de les antigues fronteres de Quan i instal·là el seu ministre Dou Min (斗缗) com a magistrat.